# Выборы в Совет Безопасности ООН (1999)
Выборы в СБ ООН прошли в октябре 1999 года на 54 ГА ООН в Штаб-квартире ООН.
Новыми непостоянными членами Совета безопасности ООН на 2 года избраны Мали, Тунис, Бангладеш, Ямайка и Украина. Свою работу в Совбезе они начали с 1 января 2000 года.

## Географическое распределение
В соответствии с правилами географического распределения из непостоянных членов Совета безопасности, а также сложившейся практикой, члены избирались следующим образом: два из Африки, один из Азии, один из стран Латинской Америки и Карибского бассейна, и один из Восточной Европы.